# Ernst Klingmüller
Ernst Klingmüller (* 29. September 1914 in Berlin; † 10. Mai 2006 in Köln) war ein deutscher Orientalist und Jurist.

## Leben
Klingmüller legte sein Abitur an einem humanistischen Gymnasium ab. Bereits als Schüler hatte er angefangen, Arabisch zu studieren. Er studierte an der Universität Berlin Rechtswissenschaft und Orientalistik. 1936 wurde er in Berlin zum Dr. phil. mit der Schrift Die Geschichte der Wafd-Partei promoviert (Doktorvater Richard Hartmann). Hiernach war Klingmüller bis zum Ende des Zweiten Weltkrieges im Forschungsamt des Reichsluftfahrtministeriums Referent für die arabische Welt. Am 11. November 1937 beantragte Klingmüller die Aufnahme in die NSDAP und wurde rückwirkend zum 1. Mai desselben Jahres aufgenommen (Mitgliedsnummer 5.916.295). 1941 wurde er Mitglied in der Deutschen Morgenländischen Gesellschaft (DMG). 1943 habilitierte er sich an der Auslandswissenschaftlichen Fakultät der Universität Berlin mit der Schrift Die Korrespondenz zwischen Sir Henry Mc Mahon und dem Scherifen von Mekka, Husain Im selben Jahr war er Vorstandsmitglied der Deutschen Gesellschaft für Islamkunde. Ende 1944 erfolgte die Ernennung Klingmüllers zum Privatdozenten an der Universität Berlin, was er bis Kriegsende blieb.
In der NS-Zeit äußerte sich Klingmüller in verschiedenen Artikeln über Themen des Nahen Ostens wie Ägypten oder dem Irak rassenideologisch, antisemitisch, anglophob und antiamerikanisch. So äußerte er sich in Bezug auf die „rassische Struktur“ Ägyptens, ganz Hans F. K. Günthers Schemata folgend:

„Die mediterrane Rasse ist die Hauptgrundlage, hinzu kommt ein recht starker Einschlag von Neger- und Hamiten-Blut. Eine weitere Komponente ist die orientalide Rasse; ferner einige Einsprengungen der vorderasiatischen, der nordischen und vielleicht spurenweise der Pygmäen-Rasse.“

1951 bzw. 1952 habilitierte Klingmüller sich an der TH Karlsruhe um, wo er auch als Privatdozent für moderne Orientalistik sowie Volks- und Landeskunde des Arabischen Orients wirkte. Ebenfalls in die unmittelbare Nachkriegszeit fällt seine Tätigkeit im Außen- und Innendienst eines Versicherungsunternehmens, bis er 1955 die Geschäftsführung des Verlages Versicherungswirtschaft und die Redaktion der Zeitschriften Versicherungswirtschaft und Versicherungsrecht übernahm (letztere bis 1989 betreut); Klingmüllers Mentor in dessen Karriere im Versicherungswesen war Alex Möller. 1959 initiierte er das Karlsruher Forum, das er auch jahrelang leitete.
Zum Wintersemester 1961/62 war Klingmüller als ordentlicher Professor am neu geschaffenen Lehrstuhl für Versicherungsrecht, Bürgerliches Recht und Handelsrecht an der Rechtswissenschaftlichen Fakultät der Universität zu Köln. Zur selben Zeit war er für etwa zehn Jahre Oberlandesgerichtsrat am Versicherungssenat am Oberlandesgericht Koblenz. An der Universität lehrte Klingmüller deutsches Recht (vor allem Haftungsrecht, insbesondere Arzt-Haftungsrecht und seine versicherungsrechtliche Deckung), aber auch islamisches, später auch gemeinsam mit Erwin Gräf sowie Abdoldjawad Falaturi. 1982 wurde er emeritiert. Ab 1988  hielt er einige Semester an der Universität Karlsruhe als Honorarprofessor Vorlesungen über Versicherungsrecht. Von ca. 1979 bis Mitte 1999 wirkte er an der Verwaltungs- und Wirtschaftsakademie Köln.
Bis 1995 veröffentlichte Klingmüller regelmäßig über Fragen der Scharia, darunter über den Legalitätsgedanken im islamischen Recht (1962), über die Entstehung und Wandlung rechtlicher Traditionen im islamischen Recht (1980), Die frühislamischen Bibliotheken und die Jurisprudenz (1985) sowie zur Bewertung der Fertilisation im islamischen Recht (1995). Ein besonderer Schwerpunkt war die Untersuchung des Verhältnisses von Scharia zum Institut der Versicherung (Beiträge 1957, 1958, 1967 und 1986).
Ende 1997 war Klingmüller Mitbegründer der Gesellschaft für Arabisches und Islamisches Recht (GAIR); auf deren Gründungsversammlung am 24. Oktober wurde er zum Ersten Vorsitzenden gewählt, an dieses Amt anschließend war er vier Jahre später Vorsitzender des Kuratoriums der GAIR. Mitte 1999 war er Mitglied des Direktoriums des Deutschen Orient-Institutes und des Vorstandes der Deutsch-Ungarischen-Juristenvereinigung.